# Національний офіцерський корпус управління океанографічними та атмосферними проблемами США
Національний офіцерський корпус управління океанографічними та атмосферними проблемами США (англ. National Oceanic and Atmospheric Administration Commissioned Officer Corps, NOAA Corps) — одна з двох окремих воєнізованих структур, які безпосередньо не входять до складу Збройних сил Сполучених Штатів Америки разом з Офіцерським корпусом охорони здоров'я (входить до федерального відомства міністерства охорони здоров'я і соціальних служб). Організаційно є структурним підрозділом Національного управління океанічних і атмосферних досліджень (входить до федерального відомства міністерства торгівлі США).

## Військові звання Національного офіцерського корпусу управління океанографічними та атмосферними проблемами США
|      |      |      |      |
| VADM | RADM | RDML | CAPT |

| Командер | Лейтенант-командер | Лейтенант | Молодший лейтенант | Енсін |
| O-5      | O-4                | O-3       | O-2                | O-1   |
| -------- | ------------------ | --------- | ------------------ | ----- |
|          |                    |           |                    |       |
| CDR      | LCDR               | LT        | LTJG               | ENS   |